# Vikingligr Veldi
Vikingligr Veldi è il primo album in studio del gruppo musicale progressive black metal norvegese Enslaved, pubblicato nel 1994.

## Tracce
1. Lifandi lif undir hamri – 11:31
2. Vetrarnótt – 10:58
3. Midgards eldar – 11:16
4. Heimdallr – 6:15
5. Norvegr – 10:56

## Formazione
- Ivar Bjørnson - chitarra, tastiere
- Grutle Kjellson - voce, basso
- Trym Torson - voce, batteria